# Dassa-Zoumè
Dassa-Zoumè è una città situata nel dipartimento delle Colline nello Stato del Benin con 109 692 abitanti (stima 2006).
Presso la città, che è sede vescovile, si trova la Grotta di Nostra Signora d'Arigbo, meta di pellegrinaggi mariani.